# Neus Català i Pallejà
Neus Català Pallejà (Els Guiamets, 6 ottobre 1915 – Els Guiamets, 13 aprile 2019) è stata un'attivista spagnola, membro delle Joventuts del Partito Socialista Unificato della Catalogna (PSUC) durante la Guerra civile spagnola.
È stata la penultima catalana rimasta in vita dopo essere sopravvissuta al campo di concentramento di Ravensbrück.

## Biografia
Neus Català nacque il 6 ottobre del 1915 a Els Guiames, un comune della comarca catalana del Priorat, anche se la sua nascita venne registrata all'anagrafe con data 15 giugno in seguito alla sparizione della documentazione dell'Ajuntament di Barcellona durante la Guerra civile spagnola. Quest'ultuma data viene considerata come ufficiale ed è stata presa come riferimento per celebrare il centenario della nascita dell'attivista.
Si diplomò in infermeria nel 1937 e agli inizi della Guerra civile si trasferì a Barcellona. Nell'anno 1939 oltrepassò il confine francese con i 180 bambini orfani (soprannominati «nens de Negrín») che si trovavano sotto la sua responsabilità nella colonia Las Alcacias di Premià de Dalt. Insieme al marito, l'occitano Albert Roger, collaborò ad alcune attività della Resistenza facendo di casa propria il centro per la ricezione e trasmissione di messaggi, armi e documentazione e ospitando rifugiati politici. Fu denunciata da un ipotecario di Sarlat alle autorità naziste che la detennero, insieme al marito, nel 1943. Dopo essere stata reclusa e maltrattata a Limoges, nell'anno 1944 fu deportata a Ravensbrück, dove venne obbligata a lavorare nell'industria bellica. Lì formò parte del soprannominato «comando de les gandules», un gruppo di donne che boicottava l'elaborazione delle armi fabbricate a Holleischen, fabbrica che dipendeva dal campo di concentramento di Flossenbürg. Grazie al sabotaggio, molte delle donne costrette a lavorare in quella fabbrica resero inutilizzabili circa 10 milioni di pallottole e ruppero numerosi macchinari per la fabbricazione di armi.
In seguito alla sua liberazione, ritornò in Francia, a Sarcelles, dove continuò a sostenere la sua lotta clandestina contro il franchismo. Parallelamente continuò la sua militanza ai partiti Comunisti di Catalogna (giacché aveva partecipato attivamente al partito predecessore, il Partito dei Comunisti e delle Comuniste di Catalogna), Sinistra Unita e Alternativa e alla Fondazione Pere Ardiaca, della quale divenne socia onoraria.
Nel 1968, in occasione dell'Anno internazionale dei Diritti Umani tornò a Parigi e, in compagnia di una ventina di altre donne spagnole, riuscì a raggiungere l'ufficio del console per domandare nuovamente la liberazione dei presi politici. Fu fondatrice del Comitato Internazionale Ravensbrück che pepresidette nel maggio del 1994, anno del trentesimo anniversario della liberazione del campo di concentramento.
Tornó a visitare il campo di concentramento di Ravensbrück per nel 2005, quando prese parte, insieme ad altri seicento sopravvissuti, al pellegrinaggio ufficiale organizzato in commemorazione del sessantesimo anniversario della liberazione del campo. In seguito a quella visita, decise che a rappresentarla all'interno del Comitato sarebbe stata la figlia Margherita, che sin da giovane si era interessata molto alla vita della madre nel campo di sterminio e che aveva partecipato ad eventi in memoria dei deportati in Germania e in Polonia.
Con l'obbiettivo di farsi portavoce della condizione delle donne deportate nei campi di sterminio naziti, oltre a partecipare ai seminari nelle scuole o ad altri eventi, concedette interviste alla televisione, alla radio e anche a scicrittrici interessate a raccoglierne la testimonianza. È il caso di Montserrat Roig, autrice del libro Els catalans als camps nazis, per il quale fu la prima donna sopravvissuta ad intervistata, oppure di Carme Martí che nel suo libro Un cel de plom racconta la vita dell'attivista catalana.
Il suo fondo personale è depositato al CRAI Biblioteca del Padiglione della Repubblica dell'Università di Barcellona. Consta di documenti riguardo alla Guerra civile, la Germania nazista, la Seconda Guerra Mondiale in Polonia e Francia, di documenti riguardanti donne spagnole e catalane nella Resistenza e nei campi di concentramento.

## Riconoscimenti
Nel 2005, la Generalitat de Catalunya le concedette il premio Croce di San Giorgio e, l'anno dopo, fu eletta Catalana dell'Anno per aver difeso la memoria delle più di 92.000 donne morte a Ravensbrück. Sempre nel 2006 ricevette il Premi l'Alternativa da parte del partito Sinistra Unita e Alternativa. Il 29 ottobre del 2009, all'età di 99 anni, ricevette dall'Ajuntament de Barcelona la Medaglia d'Oro al Merito Civico in segno di riconoscenza alla sua opera di preservazione della memoria storica, di lotta antifascista e di difesa dei diritti delle donne. Nel 2015 fu premiata con la Medaglia d'Oro della Generalitat de Catalunya per la sua lotta per la giustizia e per le libertà democratiche, per la memoria dei deportati e delle deportate nei campi di sterminio nazisti e per la difesa dei diritti umani.
Nel 2009, per votazione del Consiglio di Parigi del febbraio dello stesso anno, la città di Parigi le concedette la Medaglia Grand Vermeil, la maggiore onorifincenza della capitale francese. Nel mese di luglio, sempre il Consiglio di Parigi votò ad unanimità la creazione di una nuova via in sua memoria. Il 3 ottobre del 2019, in tra gli atti di celebrazione per l'80º anniversario della liberazione di Parigi, venne inaugurata l'allée di Neus Català.
In Catalogna, molte città hanno reso omaggio alla figura di Neus Català dedicandole una via, tra cui Ginestar, Gavà, Sant Adrià de Besòs, Montblanc, Premià de Mar e Rubí, che le ha dedicato una piazza.

## Anno Neus Català

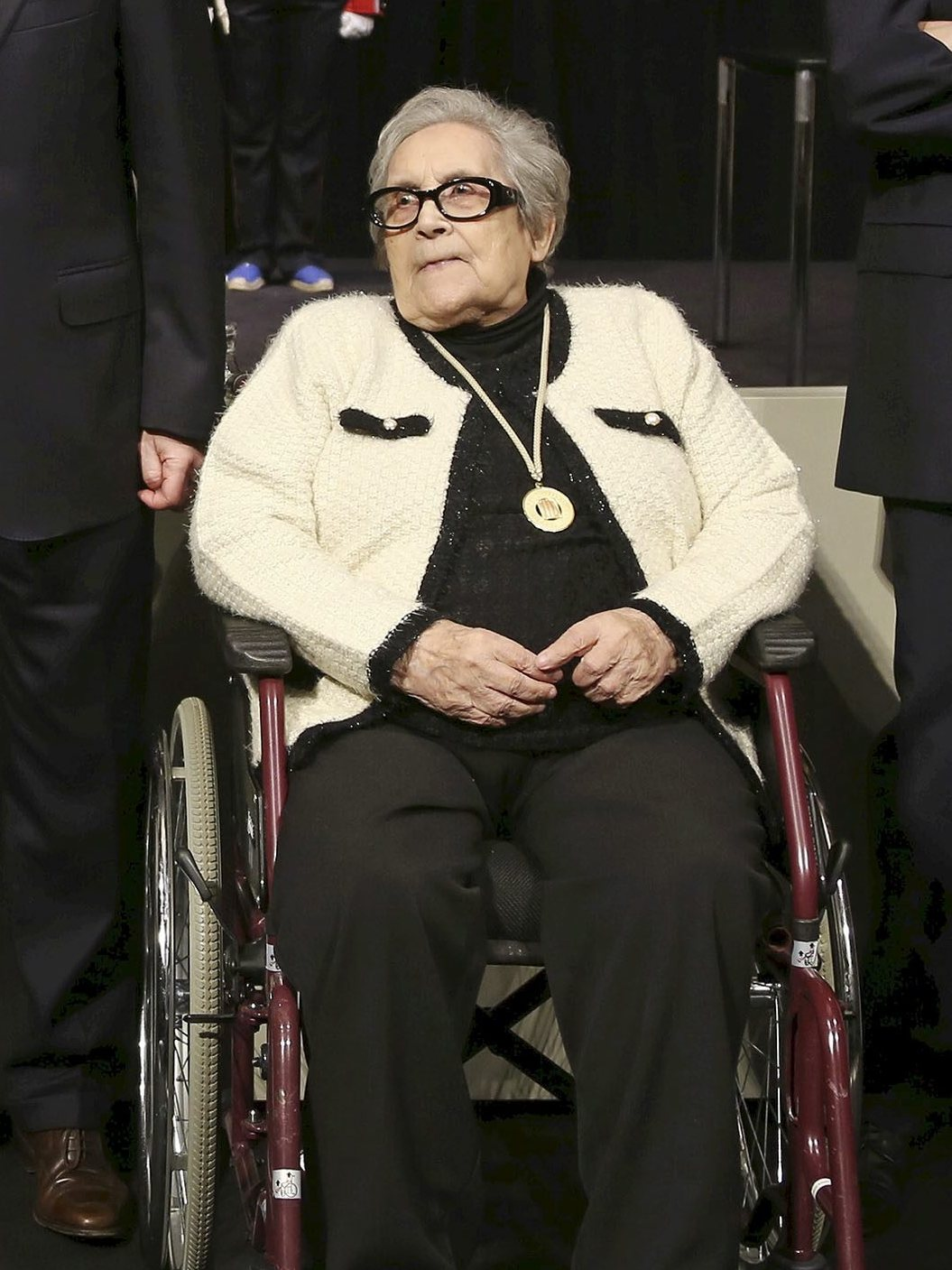
Neus Calà nel 2015, anno del suo centenario, in cui ricevette la Medaglia d'Oro della Generalitat de Catalunya,

La Catalogna dedicò l'anno 2015 a Neus Català quando, per il suo centenario, era l'ultima sopravvissuta al campo di sterminio di Ravensbrück ancora in vita. La data d'inizio dell'Anno Neus Català fu il 1º aprile 2015, in seguito alla premiazione dell'attivista con la Medaglia d'Oro della Generalitat de Catalunya del 9 marzo. Con questa commemorazione si volle rendere omaggio per estensione a tutte le persone che subirono le conseguenze della guerra e della dittatura franchista e la deportazione nei campi di concentramento e di sterminio. "Neus Català è una donna forte e solidale, una guerriera antifascista, una sopravvissuta ai campi di sterminio nazisti e una testimonianza di tutte le donne che lottarono durante la Guerra Civile e la Seconda Guerra Mondiale" sottolineò Neus Munté, consigliera di Benessere Sociale e Famiglia, nell'atto di presentazione.
La celebrazione dell'Anno Neus Català venne coordinata dall'Istituto Catalano delle Donne con la collaborazione dell'Ajuntament de Barcelona, l'Ajuntament dels Guiamets, Amicale di Ravensbrück, Associazione Art Plural, delle biblioteche della Generalitat de Catalunya, le Comunità Catalane all'Estero, il Consiglio Comarcale del Priorat, il Consorzio per a la Normalizzazione Linguistica, la Corporazione Catalana di Media Audiovisuali, il Dipartimento d'Istruzione, la Filmoteca di Catalogna, la Fondazione l'Alternativa, la Fondazione Cassià, la Fondazione Pere Ardiaca, l'Istituzione delle Lettere Catalane, il Memoriale Democratico, il Museo della Storia di Catalogna, Sàpiens Publicacions, la Segreteria Generale del Dipartimento della Presidenza e VicDones-SIAD Osona.
Per commemorare l'Anno Neus Català, vennero organizzate una serie di attività tra cui conferenze, esposizioni, omaggi, circoli letterari, proiezioni di documentari e molte altre.